# Санкт-Урзен
Санкт-Урзен (нім. St. Ursen) — громада  в Швейцарії в кантоні Фрібур, округ Зензе.

## Географія
Громада розташована на відстані близько 25 км на південний захід від Берна, 6 км на схід від Фрібура.
Санкт-Урзен має площу 15,7 км², з яких на 6,5% дозволяється будівництво (житлове та будівництво доріг), 75,1% використовуються в сільськогосподарських цілях, 18,2% зайнято лісами, 0,1% не є продуктивними (річки, льодовики або гори).

## Демографія
2019 року в громаді мешкало 1345 осіб (+7,5% порівняно з 2010 роком), іноземців було 10,3%. Густота населення становила 86 осіб/км².
За віковим діапазоном населення розподілялося таким чином: 20,8% — особи молодші 20 років, 61,3% — особи у віці 20—64 років, 17,8% — особи у віці 65 років та старші. Було 546 помешкань (у середньому 2,4 особи в помешканні).
Із загальної кількості 391 працюючого 127 було зайнятих в первинному секторі, 79 — в обробній промисловості, 185 — в галузі послуг.